# Gertrud Benker
Gertrud Benker (geborene Schmittinger; * 20. November 1925 in Landshut, Bayern; † 27. Mai 2021 in Ebensfeld, Bayern) war eine deutsche Schriftstellerin.

## Leben
Gertrud Benker wurde als zweites Kind der aus München stammenden Friederike Schmittinger und des aus Scheßlitz (Franken) stammenden Architekten Georg Schmittinger geboren.
Ihr Bruder Walther fiel 1941 im Zweiten Weltkrieg in Russland.
Sie wuchs in Landshut auf und schloss ihre Volksschul- und Gymnasialausbildung 1944 mit dem Abitur ab. Nach Arbeits- und Kriegsdienst studierte sie in Regensburg, Erlangen und München Germanistik, Geschichte, Geographie, Volkskunde und Philosophie.
1950/51 legte sie ihr Staatsexamen für das Höhere Lehramt und 1952 ihr pädagogisches Examen in München ab. 1951 wurde sie zum Doktor der Literaturwissenschaften bei Hans-Heinrich Borcherdt promoviert. Im Oktober 1951 heiratete sie Heinz Benker (1921–2000), Komponist und Musikpädagoge. Mit ihm hat sie zwei Töchter. Von 1952 bis 1964 lebte sie in Regensburg, seit 1964 in München.
Bis 1990 war sie Chefredakteurin der im Callwey Verlag München erschienenen Zeitschrift Volkskunst.
Die Gastronomische Akademie Deutschlands e. V. verlieh ihr 1975 die "Goldene Feder" für ihr Buch "Der Gasthof" (1974, Callwey Verlag).
Gertrud Benker ist Ehrenmitglied der Staatlichen Fachschule für Keramik Landshut.
In der Personalenzyklopädie Wer ist wer? (Schmidt-Römhild), dem deutschen Who’s Who, erschien ihre Kurzbiografie in der 45. Ausgabe 2006/2007.

## Werke
Ihr Werkverzeichnis umfasst 17 Bücher und zahlreiche Beiträge in Katalogen, Büchern und ca. 50 Beiträge in Zeitschriften. Einige ihrer Artikel erschienen u. a. im Bayerischen Jahrbuch für Volkskunde und in Katalogen verschiedener Museen.
- Heimat Oberpfalz. Pustet, Regensburg 1965, 5. neubearbeitete und ergänzte Auflage 1981
- Reise durch das konzertante Bayern. Lambert Müller, München 1968
- Wege durch Regensburg. Pustet, Regensburg 1971, Buchauflage mit Fotos: Wege durch Regensburg. Ein kulturgeschichtlicher Führer. 1976, 2. völlig überarb. Auflage 1984
- Der Gasthof. Von der Karawanserei zum Motel, vom Gastfreund zum Hotelgast. Callwey, München 1974
- Christophorus. Patron der Schiffer, Fuhrleute und Kraftfahrer, Legende, Verehrung Symbol. Callwey, München 1975
- Altes bäuerliches Holzgerät. Callwey, München 1976, 2. Auflage 1979
- Kuchlgschirr und Essensbräuch (in: Oberpfälzer Kostbarkeiten). Pustet, Regensburg 1977
- Alte Bestecke. Ein Beitrag zur Geschichte der Tischkultur.  Callwey, München 1978
- Das Wilkens-Brevier vom silbernen Besteck. Wissenswertes von A–Z. M.H.Wilkens u. Söhne, Bremen, 1979
- Ludwig der Bayer. Ein Wittelsbacher auf dem Kaiserthron. Callwey, München 1980, 5. Auflage, Diederichs, 1997
- Bürgerliches Wohnen. Städtische Wohnkultur in Mitteleuropa von der Gotik bis zum Jugendstil. Callwey, München 1984
- In alten Küchen. Einrichtung – Gerät – Kochkunst. Callwey, München 1987
- Klanggeräte aus Ton (Bayerisches Nationalmuseum, Bildführer 17), München 1989
- Essen und Trinken in der ländlichen Oberpfalz (in: Schriftenreihe "Oberpfälzer Freilandmuseum" Bd. 6), 1990
- Gesundbrunnen in Bayern. Morsak, Grafenau 1991
- Eule und Mensch. Die Nachtgeister und ihre Symbolik. Eulen Verlag, Freiburg i.Br. 1993, 2. Auflage 1995
- Für Leib und Seel. Nahrung als Botschaft und Zeichen (Begleitbuch zur Ausstellung im Schwäb. Volkskundemuseum), Oberschönenfeld 1996

## Auszeichnungen
- 1975 Goldene Feder für Der Gasthof[2]
- 1989 Bundesverdienstkreuz am Bande